# Аостське герцогство
Аостське герцогство (італ. Ducato di Aosta; фр. Duché d'Aoste) — з початку XI століття Аостське графство, а з середини XIII століття герцогство на півночі Італії під владою Савойського дому, що існувало  до кінця XVIII, коли його незалежні інститути були об'єднані з інститутами П'ємонтського князівства. Титул «герцог Аоста» продовжував використовуватися синами савойських монархів. Територія герцогства сьогодні є регіоном Валле-д'Аоста в Італії.

## Історія
В X та на початку XI століть Аостським графством керували єпископи Аости. Однак після смерті єпископа Ансельма в 1026 році імрератор Конрад II забезпечив, щоб світська влада над важливою альпійською територією перейшла до шурина єпископа, його союзника Гумберта (Умберто) I Білорукого, а не залишалася прив'язаною до єпархії, яку очолив недружній Конраду племінник Ансельма Бурхард. Син Гумберта Оттон (Одо) одружився з Аделаїдою Туринською і отримав владу над Туринською маркою. У середині XIII століття імператор Священної Римської імперії Фрідріх II (з династії Гогенштауфенів) підніс статус графство до герцогства.
В 1561 році герцог Еммануїл Філіберт зробив французьку мову офіційною мовою герцогства, але воно зберегло свої власні традиційні інститути аж до 1766 року. Герцогство отримало свого першого інтенданта в 1773 році, проте мало власну систему оподаткування до 7 жовтня 1783 року. За словами Жана-Батіста де Тільє (помер у 1744 р.):
|  | Аостське герцогство завжди було окремою державою, утворюючи єдине неподільне тіло. Сімдесят вісім церковних веж, точніше міст, селищ, парафій та окремих громад, які існують у Долині, є членами цієї держави. |

## Графи та Герцоги Аостські
Титул графа Аостського був частиною титулатури глави Савойської династії, починаючи з її родоначальника Гумберта I (20-і роки XI століття). У середині XIII століття імператор Священної Римської імперії Фрідріх II (з династії Гогенштауфенів) перетворив Аостську долину в герцогство. Регіон був частиною земель Савойського дому (окрім періоду французької окупації у 1539–1563). Герб Валле д'Аоста знаходився в гербі Савойського дому аж до об'єднання Італії у 1870 році.
Під час Рісорджименто, титул «герцог Аостський» був частиною титулу спадкоємця сардинского престолу. Проте у 1845 титул був наданий синові спадкоємця (тобто, онукові правлячого тоді в П'ємонті короля Карла Альберта) — Амедею, 1-му герцогу Аостському.
Сьогодні Герцог Аостський (італ. Duca d'Aosta, фр. Duc d'Aoste) — титул голови Аостської гілки Савойського дому. Син Аймоне, герцога Аостського (короля Хорватії Томіслава ІІ) та Ірини, принцеси Грецької Амедео ді Савойя-Аостський — 5-й Герцог Аостський з 1948 по 2006 рік, претендент на трон Італійського королівства і герцог Савойський з 1983 року. Був титулярним королем Хорватії під ім'ям Звонимир II, принц Боснії і Герцеговини, воєвода Далмації, Тузли та Темуна з 1943 по 1945 рік.